# Harold M. Weintraub
Harold Martin „Hal“ Weintraub (* 2. Juni 1945 in Newark, New Jersey; † 28. März 1995 in Seattle, Washington) war ein US-amerikanischer Genetiker. Er konnte wesentlich zum Verständnis beitragen, wie Genexpression die Zelldifferenzierung führt. Insbesondere untersuchte er die Aktivierung der Globin-Gene und Struktur, Funktion und Bedeutung des Transkriptionsfaktors MyoD.
Weintraub erwarb 1967 an der Harvard University einen Bachelor in Biologie und 1971 an der Pennsylvania School of Medicine einen Ph.D. und 1973 ebendort einen M.D. als Abschluss des Medizinstudiums. Als Postdoktorand arbeitete er bei Sydney Brenner und Francis Crick am Medical Research Council. Anschließend war er Assistant Professor für Biochemie an der Princeton University, bevor er 1978 an das Fred Hutchinson Cancer Research Center und als Professor für Genetik an die University of Washington wechselte (beide in Seattle), wo er bis zu seinem Tode blieb. Von 1990 bis 1995 forschte er zusätzlich für das Howard Hughes Medical Institute (HHMI).
Er gehörte zu den Herausgebern folgender wissenschaftlicher Fachzeitschriften: Journal of Biological Chemistry, Molecular and Cellular Biology, Cell und Journal of Cell Biology.
Weintraub erhielt 1982 den Eli Lilly Award in Biological Chemistry, 1991 den Richard Lounsbery Award (For elucidating a molecular mechanism by which a single regulatory gene can lead to a program of cell differentiation.) und 1992 den Pasarow Award für Krebsforschung (für 1991). 1986 wurde er zum Mitglied der National Academy of Sciences gewählt, 1988 zum Mitglied der American Academy of Arts and Sciences.
Weintraub war verheiratet und hatte zwei Söhne. Er starb an den Folgen eines Hirntumors.
Seit dem Jahr 2000 vergibt das Fred Hutchinson Cancer Research Center einen Weintraub Graduate Student Award.